# Proud Mary
Proud Mary је рок песма америчког музичара Џона Фогертија, написана и снимљена 1968. године за албум Bayou Country групе Creedence Clearwater Revival, у којој је Џон био гитариста и главни вокал. Песма је издата као сингл у јануару 1969, и тако постала велики хит у Америци, достигнувши 2. место на листи Билборд хот 100 у марту 1969. године.
Дуо Ајк и Тина Тарнер први пут ју је обрадио 1970. у новом аранжману, и ова песма је постала једна од њихових најпрепознатљивијих хитова. Тина Тарнер је наставила да изводи песму и у току своје соло каријере од 1977. године. Укључила ју је на два жива албума (Tina Live in Europe из 1988. и Tina Live из 2009. године), и реиздала као сингл 1993. године.